# Sint-Martens-Lierde
Sint-Martens-Lierde is een dorp in de Belgische provincie Oost-Vlaanderen en een deelgemeente van de gemeente Lierde, het was een zelfstandige gemeente tot aan de gemeentelijke herindeling van 1977. Het dorp ligt in de Denderstreek.

## Geschiedenis
Sint-Martens-Lierde werd voor het eerst vermeld in 1189, als Lierde sancti Martini. Het patronaatsrecht werd toen geschonken aan de Sint-Maartensabdij van Doornik. Deze kerk lag aan de Keiberg, het huidige gehucht Oude Kerk, dat 2 km ten oosten van de huidige dorpskern ligt. In 1329 werd de Kartuizerpriorij Sint-Martens-Bos gesticht. In 1783 werd deze priorij opgeheven en vanaf 1785 werd de kloosterkerk als parochiekerk gebruikt. Hier ontwikkelde zich de neuwe dorpskern en de oude kerk werd in 1788 gesloopt.
De heerlijkheid was onder meer in het bezit van de families de Masmines, de Lalaing en de Puttem.

## Bezienswaardigheden

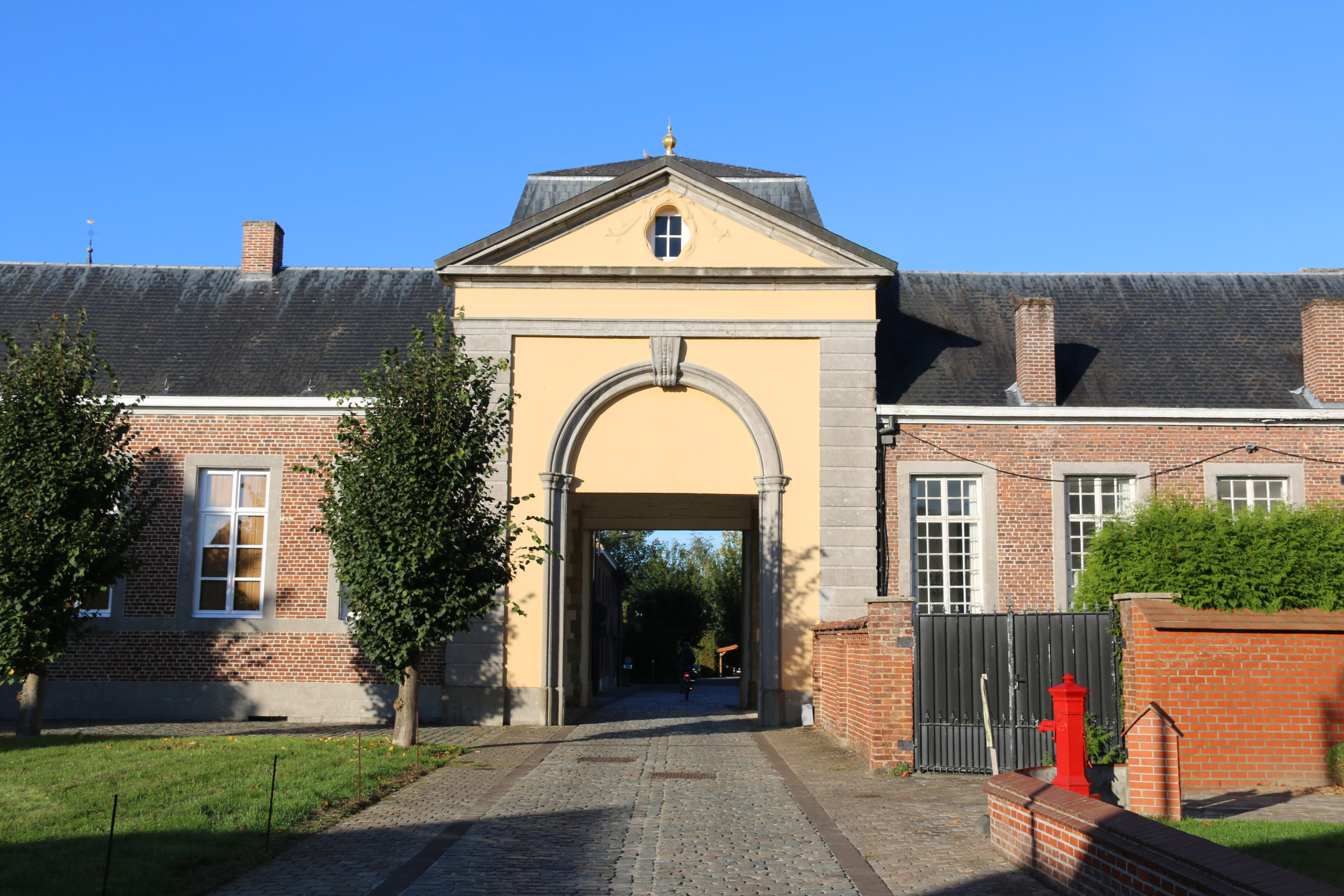
De toegangspoort tot het dorp, vroeger een kartuizerpriorij.

- De overblijfselen van de voormalige kartuizerpriorij Sint-Martens-Bos, opgericht in 1329. Enkel de 18de-eeuwse gebouwen zijn nog bewaard, zoals de pastorij, de kloosterkerk, de ingangspoort en een deel van het gastenkwartier.
- De voormalige kloosterkerk werd in 1802 ook kerk van de parochie, als Sint-Martinuskerk.
- De Lindeveldmolen

## Natuur en landschap
Sint-Martens-Lierde ligt in de Vlaamse Ardennen op een hoogte van 32-92,5 meter. In het zuiden stroomt de Vagebeek in oostelijke richting om, na diverse naamsveranderingen, uiteindelijk in de Dender uit te monden. In het noorden stroomt de Larebeek eveneens in oostelijke richting. Ten noordwesten van de dorpskom bij helling Bonte ligt het natuurgebied Kloosterbos op het grondgebied van Zottegem.

## Demografische ontwikkeling
- Bronnen:NIS, Opm:1831 tot en met 1970=volkstellingen; 1976 = inwoneraantal op 31 december

## Sport
Sint-Martens-Lierde is de thuisbasis van de voetbalclub FC Bonanza Sint-Martens-Lierde en dansvereniging Dance-Experience.

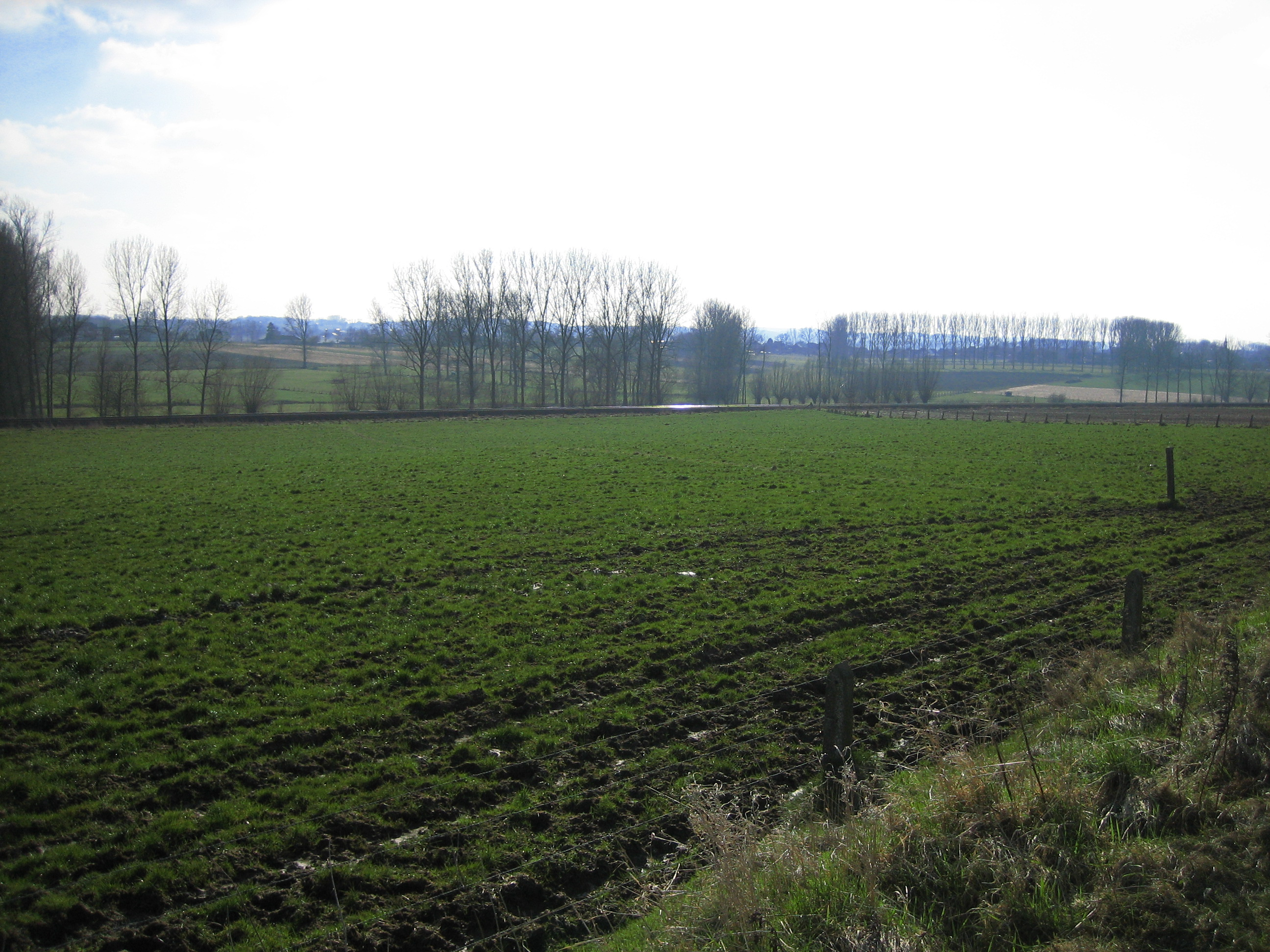
Landschap tussen de Polenak en de Laerebeke

## Bekende inwoners
- Emiel Faignaert (1919 - 1980), wielrenner, winnaar 31ste Ronde van Vlaanderen
- Serge Baguet (1969-2017) wielrenner, woonde hier tijdens zijn jeugdjaren waar hij wielrennen leerde onder leiding van zijn vader Roger Baguet; ook een beroepsrenner.

## Nabijgelegen kernen
Sint-Maria-Oudenhove, Nederbrakel, Parike, Sint-Maria-Lierde, Hemelveerdegem, Deftinge